# Automatizarea logisticii

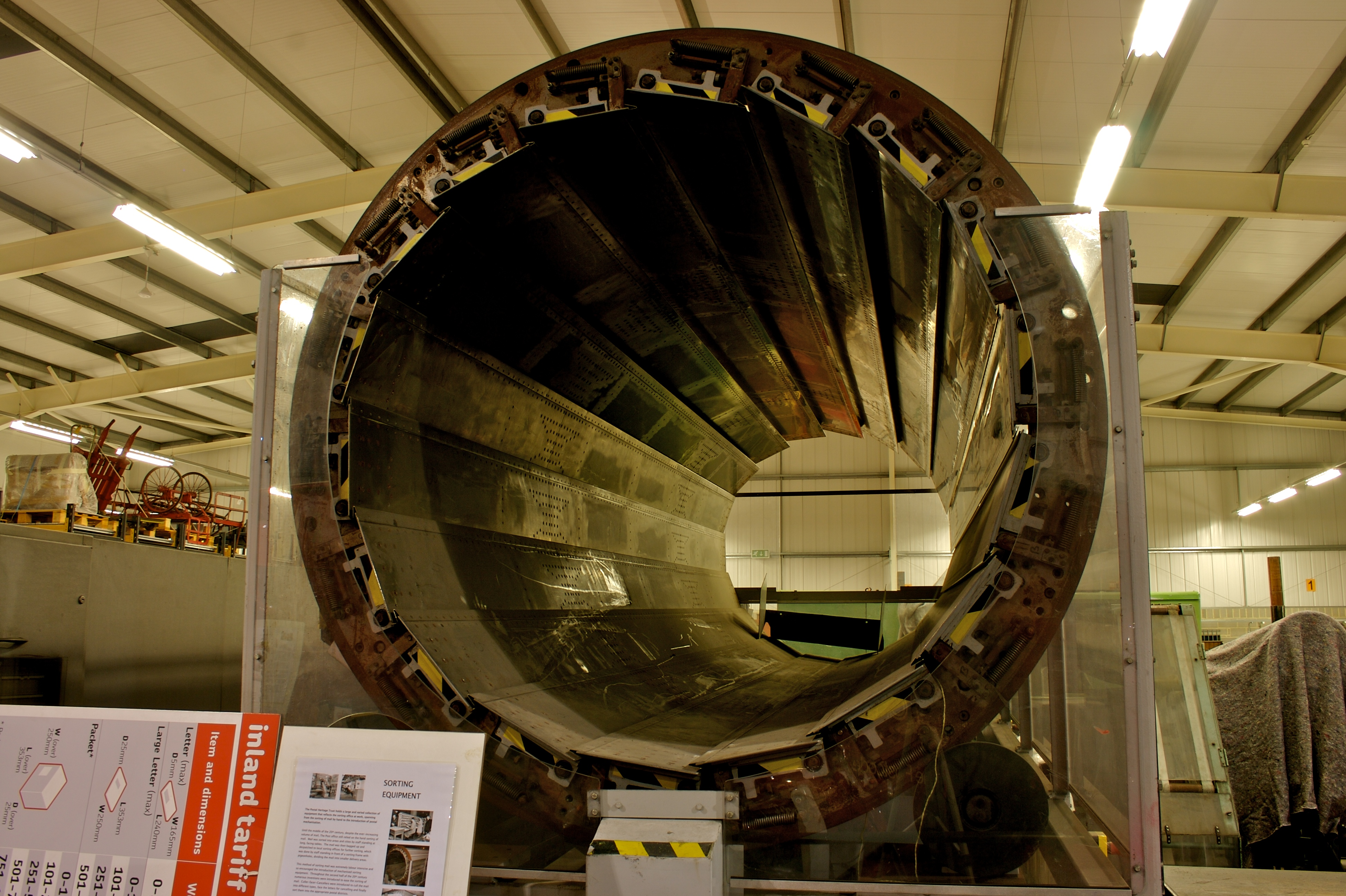
Sortare rotativă a corespondenței pentru ordonarea în linie dreaptă a corespondenței care sosește.

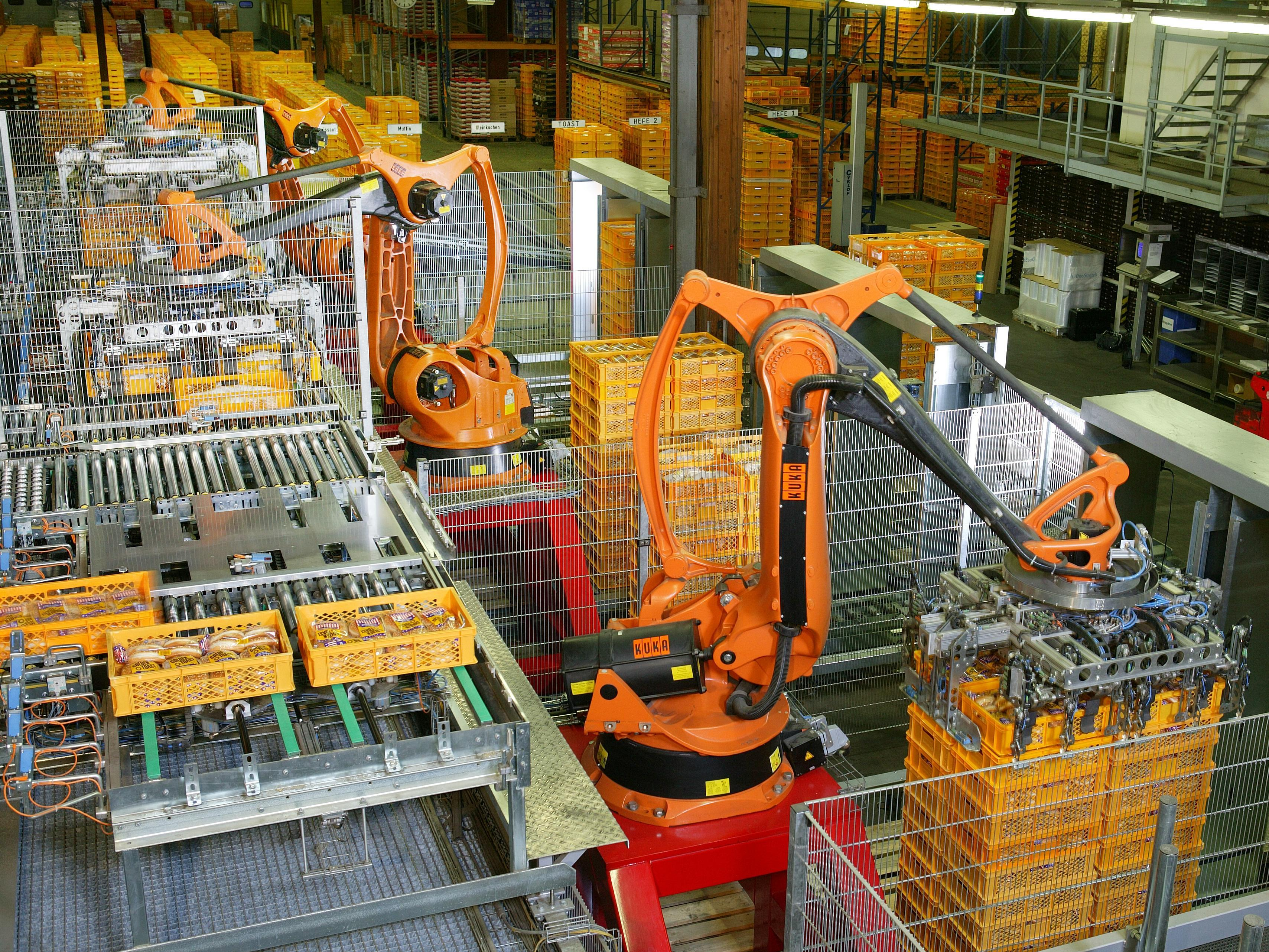
Automatizarea fabricii cu ajutorul roboților industriali KUKA pentru paletizarea produselor alimentare, cum ar fi pâinea și pâinea prăjită, la o brutărie din Germania

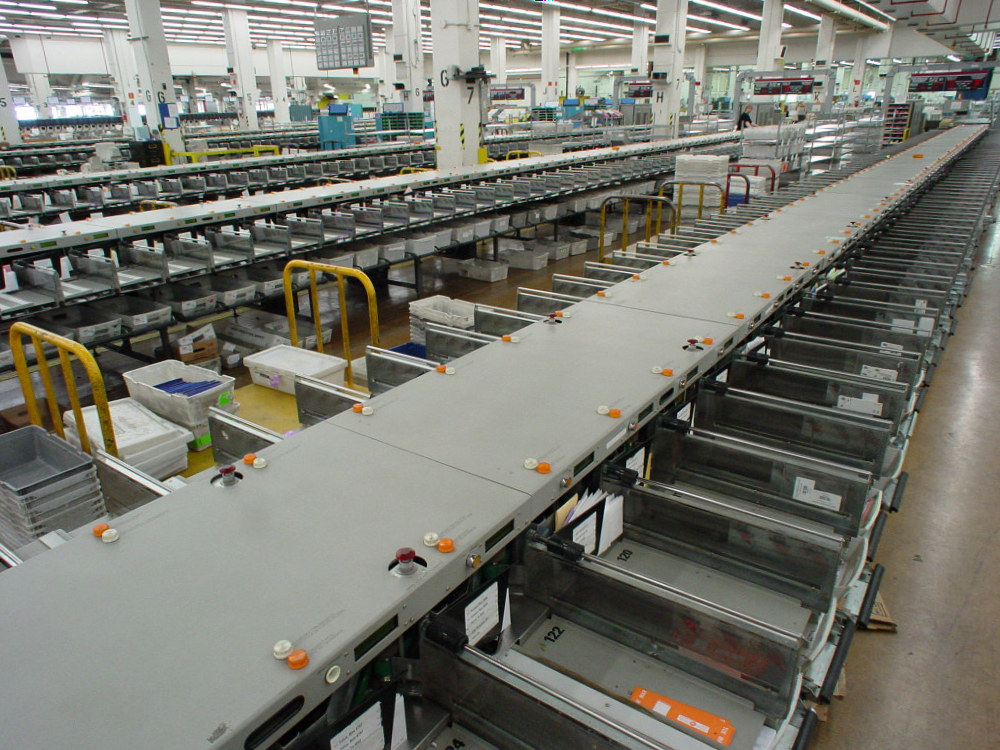
Linie de sortare a corespondenței: corespondența este identificată prin scanarea codurilor de bare și sortată automat în funcție de destinație.

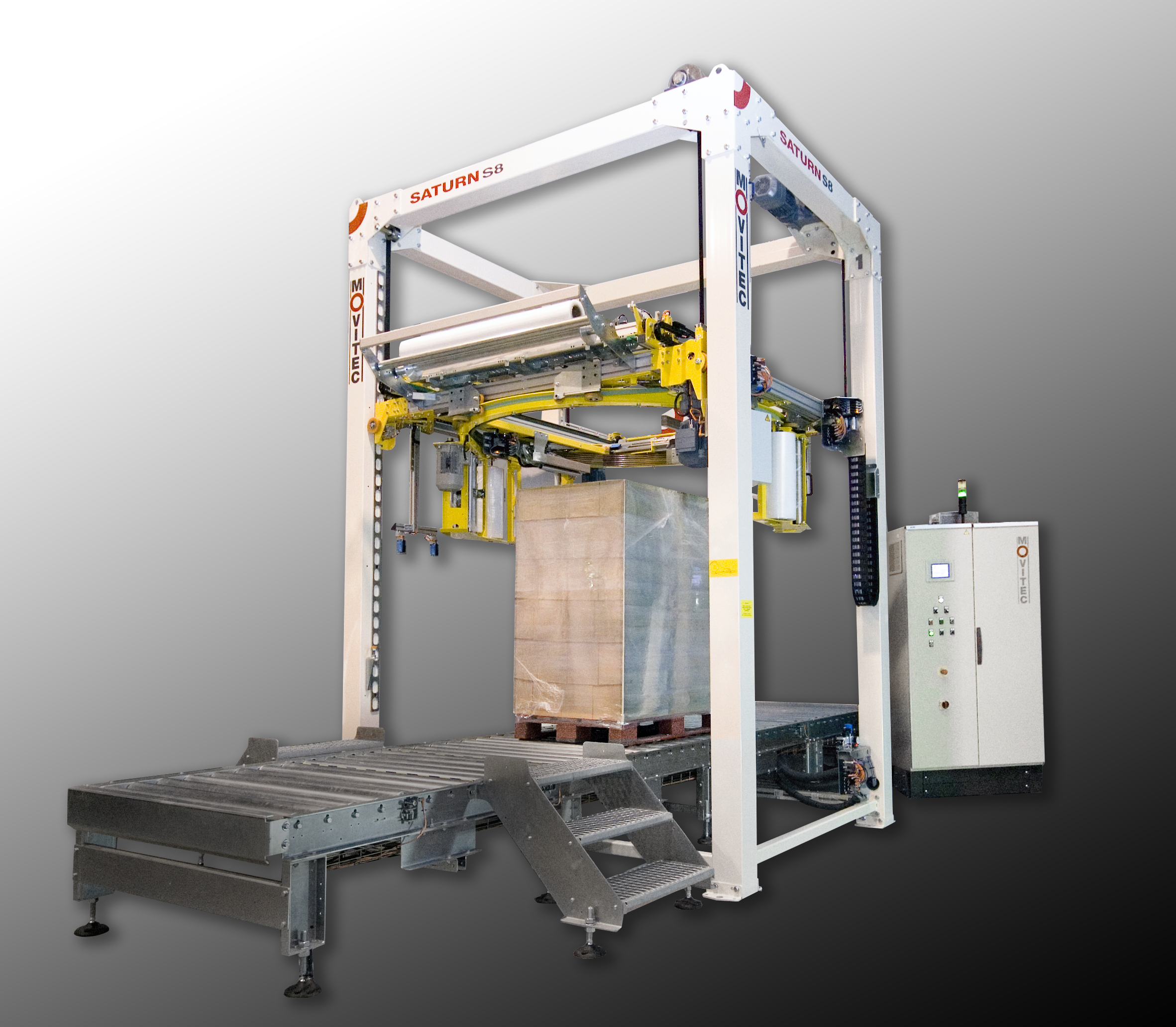
Mașină automată de împachetare pentru încărcături unitare

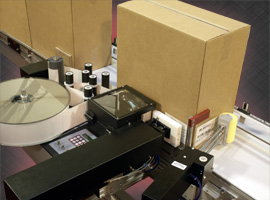
Mașină automată de etichetare a cutiilor

Automatizarea logisticii este aplicarea de programe informatice sau de mașini automate pentru a îmbunătăți eficiența operațiunilor logistice.  În mod obișnuit, aceasta se referă la operațiunile din cadrul unui depozit sau al unui centru de distribuție, sarcinile mai ample fiind preluate de sistemele pentru gestiunea lanțului de aprovizionare și de sistemele pentru planificarea resurselor întreprinderii.
Sistemele de automatizare a logisticii pot completa puternic facilitățile oferite de aceste sisteme informatice de nivel superior. Concentrarea pe un nod individual în cadrul unei rețele logistice mai largi permite ca sistemele să fie foarte bine adaptate la cerințele nodului respectiv.

## Componente
Sistemele de automatizare a logisticii cuprind o varietate de componente hardware și software:
- Mașini fixe
  - Sisteme automatizate de depozitare și recuperare, inclusiv:
    - Macaralele deservesc un rack de locații, permițând stivuirea pe verticală a mai multor niveluri de stocuri și permițând densități de depozitare mai mari și o mai bună utilizare a spațiului decât alternativele.
    - În sistemele produse de Amazon Robotics, vehiculele cu ghidaj automatizat deplasează articolele către un operator uman.

  - Transportoare: Containerele pot intra pe transportoare automatizate într-o zonă a depozitului și, fie prin intermediul unor reguli codificate, fie prin introducerea de date, pot fi deplasate către o destinație selectată.
    - Caruseluri verticale bazate pe sistemul de ridicare paternoster sau care utilizează optimizarea spațiului, asemănătoare cu automatele de vending, dar la scară mai mare.

  - Sisteme de sortare: similare cu transportoarele, dar de obicei cu o capacitate mai mare și capabile să devieze containerele mai rapid.  Utilizate de obicei pentru a distribui volume mari de cutii mici de carton către un set mare de locații.
  - Roboți industriali: roboții industriali cu patru până la șase axe, de exemplu, roboții de paletizare, sunt utilizați pentru paletizare, depaletizare, ambalare, punere în funcțiune și preluare a comenzilor.
  - În mod obișnuit, toți aceștia vor identifica și urmări automat containerele folosind coduri de bare sau, din ce în ce mai mult, etichete RFID.
- Cântarele de verificare a mișcării pot fi utilizate pentru a respinge lăzi sau produse individuale care au o greutate mai mică sau mai mare decât cea specificată.  Ele sunt adesea utilizate în liniile de transport pentru a se asigura că toate piesele care aparțin kitului sunt prezente.
- Tehnologie mobilă
  - Terminale de date radio: acestea sunt terminale portabile sau montate pe camioane care se conectează prin radio la software-ul de automatizare logistică și furnizează instrucțiuni operatorilor care se deplasează în tot depozitul.  Multe dintre ele au, de asemenea, cititoare de coduri de bare care permit identificarea containerelor mai rapid și mai precis decât introducerea manuală cu ajutorul tastaturii.
- Software
  - Software de integrare: acesta asigură controlul general al mașinilor de automatizare și permite conectarea macaralelor la transportoare pentru mișcări de stoc fără întreruperi.
  - Software de control operațional: asigură luarea deciziilor la nivel inferior, cum ar fi locul de depozitare a containerelor primite și locul de recuperare a acestora la cerere.
  - Software de control al activității: asigură funcționalitatea de nivel superior, cum ar fi identificarea livrărilor/stocurilor care intră, programarea îndeplinirii comenzilor și atribuirea stocului la remorcile care pleacă.

## Beneficiile automatizării logistice
Un depozit tipic sau un centru de distribuție primește stocuri de o varietate de produse de la furnizori și le depozitează până la primirea comenzilor de la clienți, fie că este vorba de cumpărători individuali (de exemplu, comenzi prin poștă), de filiale de vânzare cu amănuntul (de exemplu, lanțuri de magazine) sau de alte companii (de exemplu, angrosiști).  Un sistem de automatizare a logisticii poate oferi următoarele:
- Automatizarea mărfurilor în procese: Mărfurile care intră pot fi marcate cu coduri de bare, iar sistemul de automatizare poate fi notificat cu privire la stocul așteptat.  La sosire, mărfurile pot fi scanate și astfel identificate și duse, prin intermediul transportoarelor, al sistemelor de sortare și al macaralelor automate, într-o locație de depozitare atribuită automat.
- Preluarea automată a mărfurilor pentru comenzi: La primirea comenzilor, sistemul de automatizare este capabil să localizeze imediat mărfurile și să le recupereze într-o locație de preluare.
- Procesarea automată a expedierii: Combinând cunoștințele despre toate comenzile plasate în depozit, sistemul de automatizare poate repartiza mărfurile preluate în unități de expediere și apoi în încărcături de ieșire.  Sistemele de sortare și transportoarele pot apoi să le mute pe remorcile de ieșire.
- Dacă este necesar, reambalarea pentru a asigura o protecție adecvată pentru distribuția ulterioară sau pentru a schimba formatul pachetului pentru anumiți comercianți cu amănuntul/clienți.

Un sistem complet de automatizare a depozitului poate reduce drastic forța de muncă necesară pentru a gestiona o unitate, fiind necesară intervenția umană doar pentru câteva sarcini, cum ar fi prelevarea unităților de produs dintr-o cutie ambalată în vrac.  Chiar și în acest caz, se poate oferi asistență cu ajutorul unor echipamente cum ar fi unitățile pick-to-light.  Sistemele mai mici pot fi necesare doar pentru a gestiona o parte a procesului.  Printre exemple se numără sistemele automatizate de depozitare și recuperare, care utilizează pur și simplu macarale pentru a depozita și a recupera cutii sau paleți identificați, de obicei într-un sistem de depozitare cu rafturi înalte, la care ar fi imposibil de accesat cu ajutorul stivuitoarelor sau al altor mijloace.

## Software de automatizare
Pentru automatizarea logisticii se utilizează software sau soluții SaaS bazate pe cloud, care ajută industria lanțului de aprovizionare să automatizeze fluxul de lucru, precum și gestionarea sistemului. Există câteva softuri generalizate disponibile pe piața nouă în topologia menționată. Acest lucru se datorează faptului că nu există o regulă de generalizare a sistemului, precum și a fluxului de lucru, chiar dacă practica este mai mult sau mai puțin aceeași. Cele mai multe dintre societățile comerciale utilizează una sau alta dintre soluțiile personalizate.
Dar există diverse soluții software care sunt utilizate în cadrul departamentelor de logistică. Există câteva departamente în cadrul logisticii, și anume: Departamentul de logistică: Departamentul convențional, Departamentul containerelor, Depozitul, Inginerie maritimă, Transporturi grele, etc.
Software-ul utilizat în aceste departamente
- Departamentul convențional : Software CVT / Software CTMS.
- Departamentul containere: Software CTMS
- Depozit : Sistem de management al depozitului

Îmbunătățirea eficacității managementului logistic
1. Rețea logistică
2. Informații
3. Transport
4. Managementul sănătos al stocurilor
5. Depozitarea, manipularea și ambalarea materialelor